# Manuel Chamoso Lamas
Manuel Chamoso Lamas (La Habana 16 de mayo de 1909 - La Coruña 24 de abril de 1985) fue un arqueólogo y escritor gallego.
Chamoso nació en La Habana, hijo de inmigrantes españoles, pero desde los cuatro años residió en la parroquia de Moldes (Boborás), junto al palacio de Antonio Losada Diéguez, quien le dio clase. Cursó el bachillerato en el instituto de Pontevedra, donde fue alumno en clases de dibujo de Castelao. Obtuvo el doctorado en Filosofía y Letras y Derecho en Compostela y Madrid, donde fue alumno de intelectuales como Eugenio D'Ors y Ortega y Gasset.
Con el estallido de la guerra civil se incorporó a filas, participando en el "Servicio Militar de Recuperación Artística" en los frentes de Madrid y Levante con la misión de recuperación del patrimonio cultural.
Al finalizar la guerra se dedicó a la recuperación de los tesoros del patrimonio artístico junto con Graciano Macarrón, Juan de Contreras y López de Ayala y el que sería  arquitecto del Valle de los Caídos, Pedro Muguruza.
En 1940, Chamoso fue ratificado como "Delegado Inspector General de los Depósitos dependientes del Servicio de Recuperación". En 1945 pasó a ser Comisario "I Zona del Servicio de Defensa del Patrimonio Artístico Nacional", que incluía Zamora, León, Asturias y Galicia.
Realizó excavaciones arqueológicas en las minas de oro romanas de Pungín, en el poblado de Castro de San Cibrao de Las, en Santa Mariña de Augas Santas de Allariz, y en la Catedral de Santiago de Compostela (1946-1959), donde encontró la lauda del obispo Teodomiro y verificó aspectos de la leyenda del apóstol.
Desde 1967 dirigió el Museo de las Peregrinaciones de Santiago de Compostela, del que fue fundador.
En 1977 y en la reorganización del Ministerio de Cultura realizada por Pío Cabanillas, fue nombrado subdirector de Patrimonio Artístico, cargo al que renunció después de un año.
Fue presidente de la Real Academia Gallega de Bellas Artes y miembro de la Real Academia Gallega y del Instituto de Estudios José Cornide Coruña.

## Obras
Publicó más de un centenar de trabajos sobre arte gallego en revistas y colecciones especializadas. Entre sus libros destacan:
- Ribadavia, Editorial Bibliófilos Gallegos, 1951.
- La arquitectura barroca en Galicia, 1955.
- Pórtico de las Platerias de Santiago de Compostela, 1964.
- La Catedral de Santiago de Compostela, 1976.
- Escultura funeraria en Galicia, 1979.
- La Catedral de Orense, 1980.
- Guía de Tuy, 1981.
- Itinerario monumental y artístico de Galicia, 1982.
- La Catedral de Lugo, 1983.

## Premios
- Hijo adoptivo de Ribadavia, Pontevedra y Tui.
- Medalla de Plata de Santiago de Compostela.
- Medalla de oro al Mérito en las Bellas Artes otorgada por el Ministerio de Cultura.